# ラジェンドラ・バハドゥル・バンダリー
ラジェンドラ・バハドゥル・バンダリー（ネパール語：राजेन्द्र बहादुर भण्डारी、Rajendra Bhandari、1975年11月14日 - ）は、ネパールの長距離ランナー。ネパール軍の兵士でもある。

## 経歴
2006年、南アジア大会では銀メダルを2つ獲得した。
2010年、南アジア大会では金メダルを獲得した。
2014年時点、カトマンズ市に在住している。